# Sébastien Jodogne
Pour les articles homonymes, voir Jodogne.
Sébastien Jodogne, né le 27 juin 1979 à Oupeye, est un informaticien belge, auteur du logiciel libre d'imagerie médicale Orthanc et lauréat du prix du logiciel libre.

## Biographie
Né le 27 juin 1979, ce Visétois décroche une licence en informatique puis un doctorat en sciences à l’université de Liège, toujours avec la plus grande distinction. En 2002, il remporte le prix IBM Belgium d'informatique du FNRS.
S’étant intéressé à l’analyse automatique de l’image durant son doctorat, cette dernière s’imposera comme le fil rouge de son parcours professionnel. Après quelques mois passés dans une start-up de surveillance vidéo, il exerce comme ingénieur logiciel en vision au sein d'Euresys ; quatre années durant lesquelles il participe à la fondation de la start-up Jomago spécialisée dans la stabilisation vidéo. Il entre ensuite au sein de la société EVS qu’il quitte pour intégrer le CHU de Liège. L’ouverture d’un poste de R&D en imagerie médicale lui offre, en effet, l’occasion de mettre sa formation technique au service du patient, tout en revenant vers le monde de la recherche.
C’est en cette qualité d’ingénieur en imagerie médicale du CHU que Sébastien Jodogne conçoit et réalise Orthanc, un serveur d’imagerie médicale pouvant jouer un rôle d’interface avec tous les fournisseurs. La philosophie de sa démarche est également de le concevoir sous forme de logiciel libre, téléchargeable gratuitement. Conçu dans une logique d’indépendance hospitalière par rapport aux firmes privées et de contribution à la démocratisation des soins de santé, ce logiciel wallon tournant dans le monde entier - de la Malaisie au Brésil - traduit la volonté de son concepteur de penser à large échelle, dans une approche collaborative de la mondialisation.
Sa démarche est d’ores et déjà largement reconnue, tant par la communauté hospitalière - avec 15 000 téléchargements opérés à ce jour - que par les milieux informatiques. Orthanc a ainsi obtenu, en 2015, l’Award for the Advancement of Free Software (prix du logiciel libre), décerné par la Free Software Foundation, qui constitue le prix le plus important au niveau mondial pour le logiciel libre. Ce prix a été remis au célèbre MIT de Boston.
À ce prix s’ajoute la reconnaissance de la fédération Agoria, qui decerne à Sébastien Jodogne le prix du Best e-Health Project 2015.
En septembre 2015, le logiciel Orthanc est au centre de la première spin-off lancée par le CHU de Liège : Osimis, acronyme de « Open Standard Interoperable Imaging Systems ». L’objectif de cette société est de décliner des services de formation, d’installation ou de maintenance autour d'Orthanc.

## Distinctions
- Chevalier du Mérite wallon (Ch.M.W.)  Sébastien Jodogne a été élevé au rang de chevalier du Mérite wallon le 17 septembre 2015[7].